# Saison 1946-1947 des Canadiens de Montréal
Autres saisons
Saison précédente Saison suivante
La saison 1946-1947 de hockey sur glace est la 38e saison que jouent les Canadiens de Montréal. Ils évoluent alors dans la Ligue nationale de hockey et finissent à la 1re place au classement.

## Saison régulière

### Classement
|                        | V  | D  | N  | Pts | BP  | BC  | Pun |
| ---------------------- | -- | -- | -- | --- | --- | --- | --- |
| Canadiens de Montréal  | 34 | 16 | 10 | 78  | 189 | 138 | 561 |
| Maple Leafs de Toronto | 31 | 19 | 10 | 72  | 209 | 172 | 669 |
| Bruins de Boston       | 26 | 23 | 11 | 63  | 190 | 175 | 463 |
| Red Wings de Détroit   | 22 | 27 | 11 | 55  | 190 | 193 | 535 |
| Rangers de New York    | 22 | 32 | 6  | 50  | 167 | 186 | 426 |
| Black Hawks de Chicago | 19 | 37 | 4  | 42  | 193 | 274 | 467 |

## Match après match

### Octobre
| No | Date       | Visiteur             | Score | Domicile             | Fiche | Pts |
| -- | ---------- | -------------------- | ----- | -------------------- | ----- | --- |
| 1  | 17 octobre | Rangers de New York  | 0-3   | Les Canadiens        | 1-0-0 | 2   |
| 2  | 19 octobre | Bruins de Boston     | 1-1   | Les Canadiens        | 1-0-1 | 3   |
| 3  | 23 octobre | Rangers de New York  | 4-1   | Les Canadiens        | 1-1-1 | 3   |
| 4  | 26 octobre | Red Wings de Détroit | 2-7   | Les Canadiens        | 2-1-1 | 5   |
| 5  | 27 octobre | Les Canadiens        | 1-2   | Red Wings de Détroit | 2-2-1 | 5   |

### Novembre
| No | Date         | Visiteur               | Score | Domicile               | Fiche | Pts |
| -- | ------------ | ---------------------- | ----- | ---------------------- | ----- | --- |
| 6  | 1er novembre | Maple Leafs de Toronto | 1-1   | Les Canadiens          | 2-2-2 | 6   |
| 7  | 7 novembre   | Blackhawks de Chicago  | 3-4   | Les Canadiens          | 3-2-2 | 8   |
| 8  | 9 novembre   | Bruins de Boston       | 2-5   | Les Canadiens          | 4-2-2 | 10  |
| 9  | 10 novembre  | Les Canadiens          | 3-6   | Red Wings de Détroit   | 4-3-2 | 10  |
| 10 | 13 novembre  | Les Canadiens          | 4-4   | Rangers de New York    | 4-3-3 | 11  |
| 11 | 14 novembre  | Red Wings de Détroit   | 3-4   | Les Canadiens          | 5-3-3 | 13  |
| 12 | 16 novembre  | Les Canadiens          | 0-3   | Maple Leafs de Toronto | 5-4-3 | 13  |
| 13 | 17 novembre  | Les Canadiens          | 4-1   | Bruins de Boston       | 6-4-3 | 15  |
| 14 | 23 novembre  | Rangers de New York    | 3-2   | Les Canadiens          | 6-5-3 | 15  |
| 15 | 24 novembre  | Les Canadiens          | 4-2   | Bruins de Boston       | 7-5-3 | 17  |
| 16 | 27 novembre  | Les Canadiens          | 6-1   | Red Wings de Détroit   | 8-5-3 | 19  |
| 17 | 30 novembre  | Red Wings de Détroit   | 1-4   | Les Canadiens          | 9-5-3 | 21  |

### Décembre
| No | Date        | Visiteur               | Score | Domicile               | Fiche  | Pts |
| -- | ----------- | ---------------------- | ----- | ---------------------- | ------ | --- |
| 18 | 3 décembre  | Blackhawks de Chicago  | 1-4   | Les Canadiens          | 10-5-3 | 23  |
| 19 | 4 décembre  | Les Canadiens          | 1-2   | Rangers de New York    | 10-6-3 | 23  |
| 20 | 8 décembre  | Les Canadiens          | 5-3   | Blackhawks de Chicago  | 11-6-3 | 25  |
| 21 | 11 décembre | Les Canadiens          | 3-2   | Maple Leafs de Toronto | 12-6-3 | 27  |
| 22 | 15 décembre | Les Canadiens          | 5-3   | Rangers de New York    | 13-6-3 | 29  |
| 23 | 21 décembre | Bruins de Boston       | 1-5   | Les Canadiens          | 14-6-3 | 31  |
| 24 | 22 décembre | Les Canadiens          | 4-2   | Red Wings de Détroit   | 15-6-3 | 33  |
| 25 | 25 décembre | Les Canadiens          | 0-2   | Rangers de New York    | 15-7-3 | 33  |
| 26 | 26 décembre | Maple Leafs de Toronto | 1-4   | Les Canadiens          | 16-7-3 | 35  |
| 27 | 28 décembre | Blackhawks de Chicago  | 2-8   | Les Canadiens          | 17-7-3 | 37  |

### Janvier
| No | Date        | Visiteur               | Score | Domicile               | Fiche   | Pts |
| -- | ----------- | ---------------------- | ----- | ---------------------- | ------- | --- |
| 28 | 1er janvier | Les Canadiens          | 5-2   | Blackhawks de Chicago  | 18-7-3  | 39  |
| 29 | 4 janvier   | Bruins de Boston       | 1-4   | Les Canadiens          | 19-7-3  | 41  |
| 30 | 8 janvier   | Red Wings de Détroit   | 4-2   | Les Canadiens          | 19-8-3  | 41  |
| 31 | 11 janvier  | Blackhawks de Chicago  | 2-1   | Les Canadiens          | 19-9-3  | 41  |
| 32 | 12 janvier  | Les Canadiens          | 1-3   | Blackhawks de Chicago  | 19-10-3 | 41  |
| 33 | 15 janvier  | Les Canadiens          | 1-2   | Maple Leafs de Toronto | 19-11-3 | 41  |
| 34 | 16 janvier  | Maple Leafs de Toronto | 1-1   | Les Canadiens          | 19-11-4 | 42  |
| 35 | 18 janvier  | Rangers de New York    | 2-6   | Les Canadiens          | 20-11-4 | 44  |
| 36 | 19 janvier  | Les Canadiens          | 2-2   | Red Wings de Détroit   | 20-11-5 | 45  |
| 37 | 22 janvier  | Les Canadiens          | 4-3   | Bruins de Boston       | 21-11-5 | 47  |
| 38 | 25 janvier  | Bruins de Boston       | 1-4   | Les Canadiens          | 22-11-5 | 49  |
| 39 | 28 janvier  | Les Canadiens          | 4-2   | Blackhawks de Chicago  | 23-11-5 | 51  |
| 40 | 30 janvier  | Maple Leafs de Toronto | 0-2   | Les Canadiens          | 24-11-5 | 53  |

### Février
| No | Date        | Visiteur               | Score | Domicile               | Fiche   | Pts |
| -- | ----------- | ---------------------- | ----- | ---------------------- | ------- | --- |
| 41 | 1er février | Rangers de New York    | 1-2   | Les Canadiens          | 25-11-5 | 55  |
| 42 | 2 février   | Les Canadiens          | 1-7   | Rangers de New York    | 25-12-5 | 55  |
| 43 | 5 février   | Les Canadiens          | 3-2   | Bruins de Boston       | 26-12-5 | 57  |
| 44 | 6 février   | Maple Leafs de Toronto | 2-8   | Les Canadiens          | 27-12-5 | 59  |
| 45 | 8 février   | Red Wings de Détroit   | 3-4   | Les Canadiens          | 27-12-5 | 61  |
| 46 | 12 février  | Les Canadiens          | 1-1   | Blackhawks de Chicago  | 28-12-6 | 62  |
| 47 | 15 février  | Les Canadiens          | 4-4   | Rangers de New York    | 28-12-7 | 63  |
| 48 | 16 février  | Les Canadiens          | 2-2   | Bruins de Boston       | 28-12-8 | 64  |
| 49 | 22 février  | Les Canadiens          | 3-7   | Red Wings de Détroit   | 28-13-8 | 64  |
| 50 | 23 février  | Maple Leafs de Toronto | 2-2   | Les Canadiens          | 28-13-9 | 65  |
| 51 | 26 février  | Les Canadiens          | 1-0   | Maple Leafs de Toronto | 29-13-9 | 67  |
| 52 | 27 février  | Blackhawks de Chicago  | 5-6   | Les Canadiens          | 30-13-9 | 69  |

### Mars
| No | Date     | Visiteur              | Score | Domicile               | Fiche    | Pts |
| -- | -------- | --------------------- | ----- | ---------------------- | -------- | --- |
| 53 | 1er mars | Bruins de Boston      | 2-1   | Les Canadiens          | 30-14-9  | 69  |
| 54 | 6 mars   | Red Wings de Détroit  | 1-1   | Les Canadiens          | 30-14-10 | 70  |
| 55 | 9 mars   | Les Canadiens         | 4-1   | Blackhawks de Chicago  | 31-14-10 | 72  |
| 56 | 15 mars  | Rangers de New York   | 0-1   | Les Canadiens          | 32-14-10 | 74  |
| 57 | 16 mars  | Les Canadiens         | 4-3   | Rangers de New York    | 33-14-10 | 76  |
| 58 | 19 mars  | Les Canadiens         | 4-5   | Maple Leafs de Toronto | 33-15-10 | 76  |
| 59 | 22 mars  | Blackhawks de Chicago | 5-4   | Les Canadiens          | 33-16-10 | 76  |
| 60 | 23 mars  | Les Canadiens         | 3-2   | Bruins de Boston       | 34-16-10 | 78  |